# Die Asche meiner Mutter (Film)
Die Asche meiner Mutter (Originaltitel: Angela’s Ashes) ist die Verfilmung des gleichnamigen Romans von Frank McCourt, der von der Kindheit und Jugend des amerikanischen Schriftstellers handelt. Die Hauptrollen sind mit Emily Watson und Robert Carlyle besetzt.

## Handlung
Brooklyn 1935: Margaret, das fünfte Kind der irischen Einwandererfamilie McCourt, stirbt sieben Wochen nach der Geburt. Verwandte schicken Geld für die Schiffspassage, damit Angela, ihr Mann Malachy und die Kinder Frank, Malachy, Eugene und Oliver nach Irland zurückkehren können. In Limerick, der Geburtsstadt Angelas, straft deren Mutter Mrs. Sheehan ihren aus Nordirland stammenden arbeitslosen Schwiegersohn mit Verachtung. Als er nach langer Zeit endlich Arbeit in einem Zementwerk findet, vertrinkt er am ersten Abend den Lohn, versäumt deshalb die zweite Schicht und wird gleich wieder entlassen.
Als Malachy McCourt die löchrigen Schuhsohlen seiner beiden älteren Söhne mit Stücken aus einem Fahrradreifen ausbessert, werden die beiden in der Schule verspottet. Wenn sie daraufhin mit ihren Mitschülern raufen, bestraft sie der Lehrer gnadenlos mit Stockhieben. Die Familie haust im oberen Stockwerk in einem abbruchreifen Haus, das sie „Italien“ nennen. Im Erdgeschoss, „Irland“ genannt, steht bei Regen das Wasser zentimeterhoch. Die Toilette steht im Freien und wird von allen Anwohnern der Straße benutzt. Vater Malachy McCourt ist zu stolz, um die von Fuhrwerken auf die Straße gefallenen Kohlenstücke aufzusammeln, aber seine Frau Angela tut es. Sie erbettelt auch Essensreste von der Kirche und Almosen von der Wohlfahrt. In ihrer Verzweiflung leiht sie sich sogar zu Wucherzinsen etwas Geld von Mrs. Finucane.
Die Zwillinge Oliver und Eugene sterben trotzdem an Entkräftung. Angela bekommt noch zwei weitere Kinder. Die beiden jüngsten Söhne werden auf die Namen Michael und Alphie getauft. Frank, der Älteste, wird bei der Firmung ohnmächtig. Im Krankenhaus wird Typhus diagnostiziert, was Frank knapp überlebt. Da er dadurch jedoch zwei Monate der Schule fernbleibt, wird angeordnet, dass er die fünfte Klasse wiederholt. Erst als er einen brillanten Aufsatz vorlegt, darf er in seine bisherige Klasse zurückwechseln. Angesichts seiner literarischen Fähigkeit legt ihm der Schulleiter nahe, nach Amerika auszuwandern, wo er etwas werden könne.
Als der Zweite Weltkrieg ausbricht und in England Arbeitsplätze frei werden, fährt Malachy McCourt dorthin, um sich Arbeit zu suchen, doch die Familie wartet vergeblich auf Geldüberweisungen von ihm. Aus Geldnot verdingt Frank sich bei einem Kohlenhändler und liefert für kargen Lohn Kohle aus. Doch der Kohlenstaub löst eine schwere Bindehautentzündung aus, so dass er nicht mehr weitermachen kann. Der Vater kommt an Weihnachten für einen Tag zu Besuch und überweist am kommenden Wochenende einmalig Geld, danach hören sie nie wieder von ihm.
Als die Familie aus der Wohnung geworfen wird, weil sie mit der Miete im Rückstand ist und zudem bereits eine Zwischenwand verheizt hat, bringt Angelas Mutter sie bei einem Verwandten unter, dem Vetter Laman Griffin. Dieser jedoch demütigt Frank und verlangt von Angela, dass sie ihm gefügig ist. Frank kann nicht dabei zusehen, wie seine Mutter sich prostituiert. Er reißt aus und kommt bei seiner kinderlosen Tante Aggie unter, die unvermittelt sentimental wird und ihn neu einkleidet. Nachdem er eine Arbeit als Telegrammbote gefunden hat, lässt er sich von der drei Jahre älteren schwindsüchtigen Theresa verführen, die vor ihrem Tod mit einem Mann zusammen gewesen sein möchte und kurz darauf verstirbt.
Anhand einer Telegrammzustellung wird die Geldverleiherin Mrs. Finucane auf den aufgeweckten Fünfzehnjährigen aufmerksam und bezahlt ihn dafür, säumigen Schuldnern saftige Drohbriefe zu schreiben. Es macht ihm nicht einmal etwas aus, seiner eigenen Mutter solch einen Drohbrief zu formulieren. Das Geld, das Mrs. Finucane ihm für die Briefmarken gibt, behält er ein und trägt die Briefe selbst aus. Kurz nach seinem 16. Geburtstag findet er die Wucherin tot in ihrem Sessel, nimmt ihr Bargeld an sich, wirft ihr Schuldbuch ins Wasser und kauft sich eine Schiffskarte nach Amerika. Mit seiner Ankunft dort endet der Film.

## Veröffentlichung, Hintergrund
Der Film wurde am 25. Dezember 1999 in Los Angeles und New York uraufgeführt; der Kinostart in Deutschland war am 2. März 2000.
Regisseur Alan Parker hat einen Cameo-Auftritt als Arzt im Krankenhaus, der den kleinen Frank wegen Typhus behandelt.
Verglichen mit dem immensen Erfolg des Buches war das Einspielergebnis des Films von 13 Millionen US-Dollar enttäuschend.

## Kritik
„Denn trotz allem Elend, und gerade das zeichnen Roman und Film aus, ist ‚Die Asche meiner Mutter‘ von einer anmutigen, aber absolut kitschfreien Warmherzigkeit, die das Leben für Frankie erträglicher macht und den Betrachter an dem Geschehen teilhaben lässt.“

„Ein in düsteren Farben gehaltener Film vor der regennassen Kulisse der Stadt Limerick, der sichtlich um Authentizität ringt, das Sujet der Armut jedoch bestenfalls als Still-Leben ausstellt und sich dadurch um ein Großteil seiner Wirkung bringt.“

„McCourts Chronik lebt jedoch von ihrer einzigartigen Erzählerstimme. Die trägt die tragischen Ereignisse so lebendig, poetisch und humorvoll vor, dass der Leser nie weiß, ob er weinen oder lachen soll – und dann meistens gleich beides tut. Doch den unvergleichlichen Ton des Buchs trifft Parker nur im letzten Drittel. Fazit: Grau und traurig wie Asche.“

## Auszeichnungen

### Oscar 2000
Nominiert in der Kategorie
- „Beste Filmmusik“ – John Williams

### BAFTA TV Awards
Nominiert in den Kategorien
- „Beste Hauptdarstellerin“ – Emily Watson
- „Beste Kamera“ – Michael Seresin
- „Bestes Szenenbild“ – Geoffrey Kirkland

### Golden Globes
Nominiert in der Kategorie
- „Beste Filmmusik“ – John Williams

### Empire Awards
Nominiert in den Kategorien
- „Bester englischsprachiger Film“
- „Bester englischer Schauspieler“ – Robert Carlyle

### International Film Music Critics Award (IFMCA)
Nominiert in der Kategorie
- „Filmmusik des Jahres“ – John Williams

### Irish Film and Television Awards (IFTA)
Gewonnen in den Kategorien
- „Bester Spielfilm“ (IFTA Award)
- „Beste Kostüme“ – Consolata Boyle

Nominiert in den Kategorien
- „Bester Schauspieler“ – Robert Carlyle
- „Beste Schauspielerin“ – Emily Watson

### Internationales Filmfestival Karlovy Vary
Gewonnen in der Kategorie
- „Publikumspreis“ – Alan Parker

## Synchronisation
Der Film wurde von Mina Kindl Synchron, München, synchronisiert. Diaglogbuch und -regie stammen von Mina Kindl.
| Figur              | Schauspieler     | Synchronsprecher  |
| ------------------ | ---------------- | ----------------- |
| Erzähler           | Andrew Bennett   | Torsten Michaelis |
| Frank #1           | Joe Breen        | Daniel Haidinger  |
| Frank #3           | Michael Legge    | Clemens Ostermann |
| Malachy (Vater)    | Robert Carlyle   | Gudo Hoegel       |
| Großmutter Sheehan | Ronnie Masterson | Ursula Traun      |
| Laman Griffin      | Alvaro Lucchesi  | Jan Odle          |
| Onkel Pa Keating   | Liam Carney      | Ekkehardt Belle   |
| Onkel Pat          | Eanna MacLiam    | Tobias Lelle      |